# Barbara Nadel
Pour les articles homonymes, voir Nadel.
Barbara Nadel, née dans l'East End, un quartier de Londres, en Angleterre, est une femme de lettres britannique, auteure de roman policier. 

## Biographie
Elle grandit dans l'East End londonien et fait des études en art dramatique avant d'entreprendre une brève carrière de comédienne. Elle travaille surtout dans les relations publiques pour des organismes de santé mentale. Pendant plusieurs dizaines d'années, elle visite fréquemment la Turquie afin d'en bien connaître la civilisation, avant qu'elle ne se lance en écriture. 
En 1999, elle publie son premier roman, Belshazzar's Daughter. C'est le premier volume d'une série consacrée à Çetin İkmen, inspecteur de police à Istanbul, en Turquie. Avec le septième roman de cette série, Deadly Web, paru en 2005, elle est lauréate du Silver Dagger Award 2005.
Elle est l'auteure de deux autres séries, l'une consacrée à Francis Hancock, un entrepreneur dans les années 1940 à Londres, l'autre à Lee Arnold, un ancien soldat devenu détective privé, et son assistant musulman Mumtaz Hakim, qui travaillent dans l'East End de Londres.
Ses nouvelles sont publiées dans Ellery Queen's Mystery Magazine et dans plusieurs magazines comme My Weekly (en), Woman's Own (en) ou Saveur (en) et dans des journaux britanniques comme The Guardian, The Sunday Times ou The Independent.

## Œuvre

### Romans

#### SérieÇetin İkmen
- Belshazzar's Daughter (1999)
- A Chemical Prison (2000), aussi publié sous le titre The Ottoman Cage
- Arabesk (2001)
- Deep Waters (2002)
- Harem (2003)
- Petrified (2003)
- Deadly Web (2005)
- Dance With Death (2006)
- A Passion for Killing (2007)
- Pretty Dead Things (2007)
- River of the Dead (2009)
- Death by Design (2010)
- A Noble Killing (2011)
- Dead of Night (2012)
- Deadline (2013)
- Body Count (2014)
- Land of the Blind (2015)
- On the Bone (2016)

#### SérieFrancis Hancock
- Last Rights (2005)
- After the Mourning (2006)
- Ashes to Ashes (2008)
- Sure and Certain Death (2009)

#### SérieHakim and Arnold
- A Private Business (2012)
- An Act of Kindness (2013)
- Poisoned Ground (2014)
- Enough Rope (2015)

### Recueil de nouvelles
- Back to the Future (2012)

### Nouvelles

#### SérieÇetin İkmen
- The House That Got Shot (2008)

#### Autres nouvelles
- Poor Old Frankie (2008)
- Death in the Time Machine (2012)
- Nain Rouge (2012)
- Our Little Secrets (2015)

## Prix et distinctions

### Prix
- Silver Dagger Award 2005 pour Deadly Web[1]

### Nominations
- Prix Derringer 2013 de la meilleure nouvelle pour Nain Rouge[2]